# Skeleton-Weltcup 2013/14
Der Skeleton-Weltcup 2013/14 begann am 29. November 2013 in Calgary und endete am 25. Januar 2014 in Königssee. Der Weltcup umfasste sieben Stationen in Europa und Nordamerika und wurde parallel zum Bob-Weltcup 2013/14 ausgetragen. Veranstaltet wurde die Rennserie von der Fédération Internationale de Bobsleigh et de Tobogganing (FIBT). Einer der Höhepunkte der Saison waren die  XXII. Olympischen Winterspiele vom 7. bis 23. Februar 2014 im russischen Sotschi. Als letzten Test vor den Olympischen Spielen gab es die Europameisterschaften vom 25. bis zum 26. Januar 2014 in Königssee, die parallel zum Weltcup ausgetragen wurden.
Als Unterbau zum Weltcup fungierten der Intercontinentalcup, der Europacup und der Nordamerikacup. Die Ergebnisse aller Rennserien flossen in das FIBT-Skeleton-Ranking 2013/14 ein.

## Einzelergebnisse der Weltcupsaison 2013/14
| 1. Weltcup in Calgary, 29. November 2013 | 1. Weltcup in Calgary, 29. November 2013 | 1. Weltcup in Calgary, 29. November 2013 | 1. Weltcup in Calgary, 29. November 2013 | 1. Weltcup in Calgary, 29. November 2013 |
| ---------------------------------------- | ---------------------------------------- | ---------------------------------------- | ---------------------------------------- | ---------------------------------------- |
| Disziplin                                | Erster Platz                             | Zweiter Platz                            | Dritter Platz                            |                                          |
| Skeleton Damen                           | Elizabeth Yarnold                        | Jelena Nikitina                          | Michelle Steele                          |                                          |
| Skeleton Herren                          | Martins Dukurs                           | Alexander Tretjakow                      | Dominic Parsons                          |                                          |

| 2. Weltcup in Park City, 6. Dezember 2013 | 2. Weltcup in Park City, 6. Dezember 2013 | 2. Weltcup in Park City, 6. Dezember 2013 | 2. Weltcup in Park City, 6. Dezember 2013 | 2. Weltcup in Park City, 6. Dezember 2013 |
| ----------------------------------------- | ----------------------------------------- | ----------------------------------------- | ----------------------------------------- | ----------------------------------------- |
| Disziplin                                 | Erster Platz                              | Zweiter Platz                             | Dritter Platz                             |                                           |
| Skeleton Damen                            | Noelle Pikus-Pace                         | Elizabeth Yarnold                         | Sarah Reid                                |                                           |
| Skeleton Herren                           | Alexander Tretjakow                       | Martins Dukurs                            | Matthew Antoine                           |                                           |

| 3. Weltcup in Lake Placid, 13. Dezember 2013 – 15. Dezember 2013 | 3. Weltcup in Lake Placid, 13. Dezember 2013 – 15. Dezember 2013 | 3. Weltcup in Lake Placid, 13. Dezember 2013 – 15. Dezember 2013 | 3. Weltcup in Lake Placid, 13. Dezember 2013 – 15. Dezember 2013 | 3. Weltcup in Lake Placid, 13. Dezember 2013 – 15. Dezember 2013 |
| ---------------------------------------------------------------- | ---------------------------------------------------------------- | ---------------------------------------------------------------- | ---------------------------------------------------------------- | ---------------------------------------------------------------- |
| Disziplin                                                        | Erster Platz                                                     | Zweiter Platz                                                    | Dritter Platz                                                    |                                                                  |
| Skeleton Damen (Race 1)                                          | Noelle Pikus-Pace                                                | Anja Huber                                                       | Elizabeth Yarnold                                                |                                                                  |
| Skeleton Damen (Race 2)                                          | Elizabeth Yarnold                                                | Janine Flock                                                     | Noelle Pikus-Pace                                                |                                                                  |
| Skeleton Herren                                                  | Matthew Antoine                                                  | Alexander Tretjakow                                              | Tomass Dukurs                                                    |                                                                  |

| 4. Weltcup in Winterberg, 3. Januar 2014 – 4. Januar 2014 | 4. Weltcup in Winterberg, 3. Januar 2014 – 4. Januar 2014 | 4. Weltcup in Winterberg, 3. Januar 2014 – 4. Januar 2014 | 4. Weltcup in Winterberg, 3. Januar 2014 – 4. Januar 2014 | 4. Weltcup in Winterberg, 3. Januar 2014 – 4. Januar 2014 |
| --------------------------------------------------------- | --------------------------------------------------------- | --------------------------------------------------------- | --------------------------------------------------------- | --------------------------------------------------------- |
| Disziplin                                                 | Erster Platz                                              | Zweiter Platz                                             | Dritter Platz                                             |                                                           |
| Skeleton Damen                                            | Elizabeth Yarnold                                         | Noelle Pikus-Pace                                         | Sarah Reid                                                |                                                           |
| Skeleton Herren                                           | Martins Dukurs                                            | Tomass Dukurs                                             | Alexander Tretjakow                                       |                                                           |

| 5. Weltcup in St. Moritz, 10. Januar 2014 – 12. Januar 2014 | 5. Weltcup in St. Moritz, 10. Januar 2014 – 12. Januar 2014 | 5. Weltcup in St. Moritz, 10. Januar 2014 – 12. Januar 2014 | 5. Weltcup in St. Moritz, 10. Januar 2014 – 12. Januar 2014 | 5. Weltcup in St. Moritz, 10. Januar 2014 – 12. Januar 2014 |
| ----------------------------------------------------------- | ----------------------------------------------------------- | ----------------------------------------------------------- | ----------------------------------------------------------- | ----------------------------------------------------------- |
| Disziplin                                                   | Erster Platz                                                | Zweiter Platz                                               | Dritter Platz                                               |                                                             |
| Skeleton Damen                                              | Noelle Pikus-Pace                                           | Elizabeth Yarnold                                           | Shelley Rudman                                              |                                                             |
| Skeleton Herren (Race 1)                                    | Martins Dukurs                                              | Tomass Dukurs                                               | Matthew Antoine                                             |                                                             |
| Skeleton Herren (Race 2)                                    | Martins Dukurs                                              | Tomass Dukurs                                               | John Fairbairn                                              |                                                             |

| 6. Weltcup in Igls, 17. Januar 2014 – 18. Januar 2014 | 6. Weltcup in Igls, 17. Januar 2014 – 18. Januar 2014 | 6. Weltcup in Igls, 17. Januar 2014 – 18. Januar 2014 | 6. Weltcup in Igls, 17. Januar 2014 – 18. Januar 2014 | 6. Weltcup in Igls, 17. Januar 2014 – 18. Januar 2014 |
| ----------------------------------------------------- | ----------------------------------------------------- | ----------------------------------------------------- | ----------------------------------------------------- | ----------------------------------------------------- |
| Disziplin                                             | Erster Platz                                          | Zweiter Platz                                         | Dritter Platz                                         |                                                       |
| Skeleton Damen                                        | Elizabeth Yarnold                                     | Noelle Pikus-Pace                                     | Janine Flock                                          |                                                       |
| Skeleton Herren                                       | Martins Dukurs                                        | Alexander Tretjakow                                   | Tomass Dukurs                                         |                                                       |

| 7. Weltcup-Finale und Europameisterschaft in Königssee, 25. Januar – 26. Januar 2014 | 7. Weltcup-Finale und Europameisterschaft in Königssee, 25. Januar – 26. Januar 2014 | 7. Weltcup-Finale und Europameisterschaft in Königssee, 25. Januar – 26. Januar 2014 | 7. Weltcup-Finale und Europameisterschaft in Königssee, 25. Januar – 26. Januar 2014 | 7. Weltcup-Finale und Europameisterschaft in Königssee, 25. Januar – 26. Januar 2014 |
| ------------------------------------------------------------------------------------ | ------------------------------------------------------------------------------------ | ------------------------------------------------------------------------------------ | ------------------------------------------------------------------------------------ | ------------------------------------------------------------------------------------ |
| Disziplin                                                                            | Erster Platz                                                                         | Zweiter Platz                                                                        | Dritter Platz                                                                        |                                                                                      |
| Skeleton Damen                                                                       | Noelle Pikus-Pace                                                                    | Janine Flock                                                                         | Shelley Rudman                                                                       |                                                                                      |
| Skeleton Herren                                                                      | Martins Dukurs                                                                       | Tomass Dukurs                                                                        | Frank Rommel                                                                         |                                                                                      |

## Gesamtstand und erreichte Platzierungen im Skeleton der Frauen
| Rang | Pilot                 | Land                   | CAL | PAR | LAK | LAK | WIN | STM | IGL | KÖN | Punkte |
| ---- | --------------------- | ---------------------- | --- | --- | --- | --- | --- | --- | --- | --- | ------ |
| 01.  | Elizabeth Yarnold     | Vereinigtes Königreich | 1   | 2   | 3   | 1   | 1   | 2   | 1   | 9   | 1672   |
| 02.  | Noelle Pikus-Pace     | Vereinigte Staaten     | DSQ | 1   | 1   | 3   | 2   | 1   | 2   | 1   | 1520   |
| 03.  | Shelley Rudman        | Vereinigtes Königreich | 4   | 4   | 6   | 11  | 9   | 3   | 5   | 3   | 1432   |
| 04.  | Janine Flock          | Österreich             | 7   | 16  | 13  | 2   | 5   | 4   | 3   | 2   | 1380   |
| 05.  | Anja Huber            | Deutschland            | 5   | 7   | 2   | 14  | 13  | 13  | 10  | 5   | 1242   |
| 06.  | Marion Thees          | Deutschland            | 14  | 12  | 5   | 6   | 4   | 15  | 15  | 8   | 1160   |
| 07.  | Marina Gilardoni      | Schweiz                | 11  | 15  | 9   | 5   | 14  | 12  | 9   | 9   | 1120   |
| 08.  | Katharine Eustace     | Neuseeland             | 16  | 18  | 4   | 7   | 18  | 11  | 11  | 7   | 1056   |
| 09.  | Michelle Steele       | Australien             | 3   | 5   | 12  | DSQ | 20  | 17  | 8   | 4   | 1020   |
| 10.  | Marija Orlowa         | Russland               | 14  | 13  | 10  | 15  | 12  | 7   | 3   | -   | 976    |
| 11.  | Lucy Chaffer          | Australien             | 9   | 8   | 11  | 16  | 21  | 16  | 13  | 12  | 950    |
| 12.  | Katie Uhlaender       | Vereinigte Staaten     | 12  | 14  | 14  | 9   | -   | 6   | 12  | 11  | 944    |
| 13.  | Jelena Nikitina       | Russland               | 2   | 6   | 22  | 20  | 11  | 14  | 6   | -   | 934    |
| 14.  | Sarah Reid            | Kanada                 | 6   | 3   | 14  | 12  | 3   | 19  | DNS | -   | 890    |
| 15.  | Olga Potylizyna       | Russland               | -   | -   | 17  | 4   | 8   | 8   | 7   | -   | 768    |
| 16.  | Robynne Thompson      | Kanada                 | 8   | 10  | 18  | 16  | 17  | 9   | DNS | -   | 720    |
| 17.  | Mellisa Hollingsworth | Kanada                 | -   | -   | 8   | 8   | 6   | 5   | DNS | -   | 680    |
| 18.  | Sophia Griebel        | Deutschland            | -   | -   | -   | -   | 6   | 10  | 15  | 5   | 608    |
| 19.  | Nozomi Komuro         | Japan                  | 20  | 20  | 20  | 18  | 19  | 22  | 18  | 14  | 606    |
| 20.  | Katharina Heinz       | Deutschland            | 13  | 9   | 7   | 13  | -   | -   | -   | -   | 560    |
| 21.  | Lelde Priedulēna      | Lettland               | 17  | 19  | 19  | 22  | 15  | 21  | 19  | -   | 532    |
| 22.  | Joska Le Conté        | Niederlande            | 21  | 22  | 21  | 21  | 22  | 18  | 20  | 19  | 520    |
| 23.  | Rose McGrandle        | Vereinigtes Königreich | -   | -   | -   | -   | 10  | 23  | 14  | 13  | 426    |
| 24.  | Donna Creighton       | Vereinigtes Königreich | 18  | 21  | 16  | 9   | -   | -   | -   | -   | 390    |
| 25.  | Cassie Hawrysh        | Kanada                 | 10  | 11  | -   | -   | -   | -   | -   | -   | 280    |
| 26.  | Maria Mazilu          | Rumänien               | 23  | 24  | -   | -   | 23  | 24  | 17  | -   | 278    |
| 27.  | Eiko Nakayama         | Japan                  | -   | -   | -   | -   | 24  | 20  | 21  | 16  | 271    |
| 28.  | Takako Ōmukai         | Japan                  | 19  | 23  | 23  | 19  | -   | -   | -   | -   | 248    |
| 29.  | Olga Nikandrowa       | Russland               | 22  | 17  | -   | -   | -   | -   | -   | 17  | 232    |
| 30.  | Elina Galijewa        | Russland               | -   | -   | -   | -   | -   | -   | -   | 15  | 104    |
| 31.  | Anne O’Shea           | Vereinigte Staaten     | -   | -   | -   | -   | 16  | -   | -   | -   | 96     |
| 32.  | Jane Channell         | Kanada                 | -   | -   | -   | -   | -   | -   | -   | 18  | 80     |
| 33.  | Anastassija Nowikowa  | Russland               | -   | -   | -   | -   | -   | -   | -   | 20  | 68     |

## Gesamtstand und erreichte Platzierungen im Skeleton der Herren
| Rang | Pilot                 | Land                   | CAL | PAR | LAK | WIN | STM | STM | IGL | KÖN | Punkte |
| ---- | --------------------- | ---------------------- | --- | --- | --- | --- | --- | --- | --- | --- | ------ |
| 01.  | Martins Dukurs        | Lettland               | 1   | 2   | 8   | 1   | 1   | 1   | 1   | 1   | 1720   |
| 02.  | Tomass Dukurs         | Lettland               | 4   | 6   | 3   | 2   | 2   | 2   | 3   | 2   | 1608   |
| 03.  | Matthew Antoine       | Vereinigte Staaten     | 7   | 3   | 1   | 4   | 3   | 6   | 6   | 4   | 1529   |
| 04.  | Alexander Tretjakow   | Russland               | 2   | 1   | 2   | 3   | 4   | 7   | 2   | -   | 1415   |
| 05.  | Frank Rommel          | Deutschland            | 11  | 5   | 5   | 7   | 10  | 13  | 9   | 3   | 1288   |
| 06.  | Alexander Kröckel     | Deutschland            | 18  | 7   | 9   | 10  | 8   | 8   | 14  | 5   | 1160   |
| 07.  | John Fairbairn        | Kanada                 | 9   | 8   | 6   | 9   | 6   | 3   | 13  | -   | 1136   |
| 08.  | John Daly             | Vereinigte Staaten     | 16  | 16  | 4   | 5   | 23  | 9   | 5   | 12  | 1082   |
| 09.  | Sergej Tschudinow     | Russland               | 14  | 4   | 10  | 6   | 20  | 4   | 4   | -   | 1076   |
| 10.  | Hiroatsu Takahashi    | Japan                  | 10  | 9   | 13  | 8   | 11  | 11  | 21  | 10  | 1054   |
| 11.  | Kristan Bromley       | Vereinigtes Königreich | 15  | 17  | 18  | 13  | 7   | 5   | 18  | 6   | 1000   |
| 12.  | Kyle Tress            | Vereinigte Staaten     | 22  | 15  | 7   | 11  | 5   | 16  | 8   | 16  | 1000   |
| 13.  | Dominic Parsons       | Vereinigtes Königreich | 3   | 10  | 11  | 11  | 21  | 25  | 11  | 14  | 966    |
| 14.  | Eric Neilson          | Kanada                 | 5   | 12  | 14  | 16  | 9   | 10  | 17  | -   | 904    |
| 15.  | Matthias Guggenberger | Österreich             | 19  | 13  | 11  | 17  | 14  | 21  | 12  | 15  | 824    |
| 16.  | Raphael Maier         | Österreich             | 13  | 11  | 15  | 14  | 17  | 22  | 14  | -   | 728    |
| 17.  | Yūki Sasahara         | Japan                  | 24  | 18  | 19  | 24  | 15  | 14  | 19  | 9   | 686    |
| 18.  | Alexander Gassner     | Deutschland            | 8   | 14  | 23  | -   | -   | -   | 16  | 8   | 578    |
| 19.  | Lukas Kummer          | Schweiz                | 12  | 22  | 27  | 19  | 25  | 15  | 22  | 23  | 540    |
| 20.  | John Farrow           | Australien             | 20  | 24  | 22  | 25  | 22  | 12  | 25  | 17  | 521    |
| 21.  | Ed Smith              | Vereinigtes Königreich | 27  | 26  | 24  | 22  | 12  | 19  | 10  | -   | 515    |
| 22.  | Dave Greszczyszyn     | Kanada                 | 6   | 20  | 26  | 20  | -   | -   | -   | 11  | 484    |
| 23.  | Ander Mirambell       | Spanien                | 25  | 23  | 25  | 27  | 16  | 17  | 23  | 26  | 432    |
| 24.  | Ben Sandford          | Neuseeland             | 23  | 21  | 16  | 17  | 19  | 28  | 28  | -   | 426    |
| 25.  | Alexandros Kefalas    | Griechenland           | -   | -   | -   | 23  | 18  | 20  | 20  | 21  | 328    |
| 26.  | Sean Greenwood        | Irland                 | 17  | 19  | 20  | -   | -   | -   | -   | 20  | 298    |
| 27.  | Christopher Grotheer  | Deutschland            | -   | -   | -   | 15  | 12  | 23  | -   | -   | 282    |
| 28.  | Jon Montgomery        | Kanada                 | -   | -   | -   | -   | 29  | 18  | 7   | -   | 272    |
| 29.  | Maurizio Oioli        | Italien                | 25  | 25  | 21  | -   | -   | -   | -   | 12  | 270    |
| 30.  | Pascal Oswald         | Schweiz                | 21  | 27  | -   | -   | 24  | 27  | 26  | 24  | 252    |
| 31.  | Joe Cecchini          | Italien                | -   | -   | 16  | 21  | 28  | 29  | 27  | -   | 242    |
| 32.  | Anže Šetina           | Slowenien              | -   | -   | -   | 28  | 27  | 26  | -   | 19  | 170    |
| 33.  | Anton Batujew         | Russland               | -   | -   | -   | -   | -   | -   | -   | 7   | 168    |
| 34.  | Mattia Gaspari        | Italien                | -   | -   | -   | 26  | 26  | 24  | 24  | -   | 162    |
| 35.  | Alexander Mutowin     | Russland               | -   | -   | -   | -   | -   | -   | -   | 18  | 80     |
| 36.  | Patrick Rooney        | Kanada                 | -   | -   | -   | -   | -   | -   | -   | 22  | 56     |
| 37.  | Giovanni Mulassano    | Italien                | -   | -   | -   | -   | -   | -   | -   | 25  | 40     |
| 38.  | David Swift           | Vereinigtes Königreich | -   | -   | -   | -   | -   | -   | -   | 27  | 32     |
| 39.  | Michael Höfer         | Schweiz                | -   | -   | -   | 29  | -   | -   | -   | -   | 24     |